# Ацильний інтермедіат
Ацильний інтермедіат (рос. ацильная частица, англ. acyl species) — ацильна хімічна частинка (ациланіон, ацилрадикал й ацилкатіон), що є формально похідним від оксокислот RkE(=O)l(OH)m (l ≠ 0) при вилученні гідроксильного катіона НО+, гідроксильного радикала НО• або гідроксильного аніона НО–, відповідно. Така частинка може бути представленою канонічними формами з негативним зарядом, неспареним електроном або з позитивним зарядом на кислототвірному елементі оксокислоти.
Приклади:
- ацилієві йони — RC–(=O), RS–(=O)2, RC–(=S); RC–(=NH);
- ацилрадикали — RC•(=O), RS•(=O)2;
- ацилкатіони — RC+(=O) ↔ RC≡O+.